# Phalaenopsis lobbii
Phalaenopsis lobbii  (Rchb.f.) H.R.Sweet, 1980 è una pianta della famiglia delle Orchidacee originaria di una vasta zona che va dalla catena Himalayana al Sudest asiatico.

## Descrizione
È un'orchidea di piccola taglia, spesso nana,  a crescita monopodiale. Presenta un corto fusto portante foglie a forma largamente ellittica, lunghe in media da 4 a 6 centimetri. La fioritura avviene normalmente in primavera, mediante un'infiorescenza racemosa o raramente paniculata che aggetta lateralmente, lunga una decina di centimetri, ricoperta da piccole brattee floreali, portante da 3 a 7 fiori. Questi sono grandi in media 2 centimetri, si aprono sequenzialmente e sono di colore bianco in petali e sepali (i petali sono più piccoli dei sepali), mentre il labello è relativamente grande e reca strisce di colore da rosso cupo a marroncino.

## Distribuzione e habitat
La specie è originaria  dell'Himalaya orientale, della Cina centro-meridionale, del Myanmar e e del Vietnam.
Cresce epifita o in foreste pedemontane e di pianura su alberi dalla corteccia rugosa e ricoperta di muschio oppure in foreste miste di latifoglie e conifere, su vecchi alberi coperti di muschio a quote comprese tra 400 e 1200 metri di sul livello del mare.

## Sinonimi
Phalaenopsis parishii var. lobbii Rchb.f., 1870

Phalaenopsis decumbens var. lobbii (Rchb.f.) P.F.Hunt, 1971

Polychilos lobbii (Rchb.f.) Shim, 1982

Doritis lobbii (Rchb.f.) T.Yukawa & K.Kita, 2005

Phalaenopsis listeri E.S.Berk., 1887

Phalaenopsis parishii f. flava O.Gruss & Roellke, 1992

Phalaenopsis lobbii f. flava Christenson, 2001

Phalaenopsis lobbii f. flavilabia Christenson, 2001

Doritis lobbii f. flava (O.Gruss & Roellke ex Christenson) T.Yukawa & K.Kita, 2005

Doritis lobbii f. flavilabia (Christenson) T.Yukawa & K.Kita, 2005

Phalaenopsis lobbii var. vietnamensis O.Gruss & Roeth, 2006

## Coltivazione
Questa pianta è bene coltivata in panieri appesi, su supporto di sughero oppure su felci arboree e richiede in coltura esposizione all'ombra, temendo la luce diretta del sole, e temperature calde per tutto il corso dell'anno. È consigliabile ridurre le irrigazioni tra novembre e metà di gennaio. In coltura questa pianta fiorisce prevalentemente in primavera e può fiorire più volte in un anno.